# Вісь світу

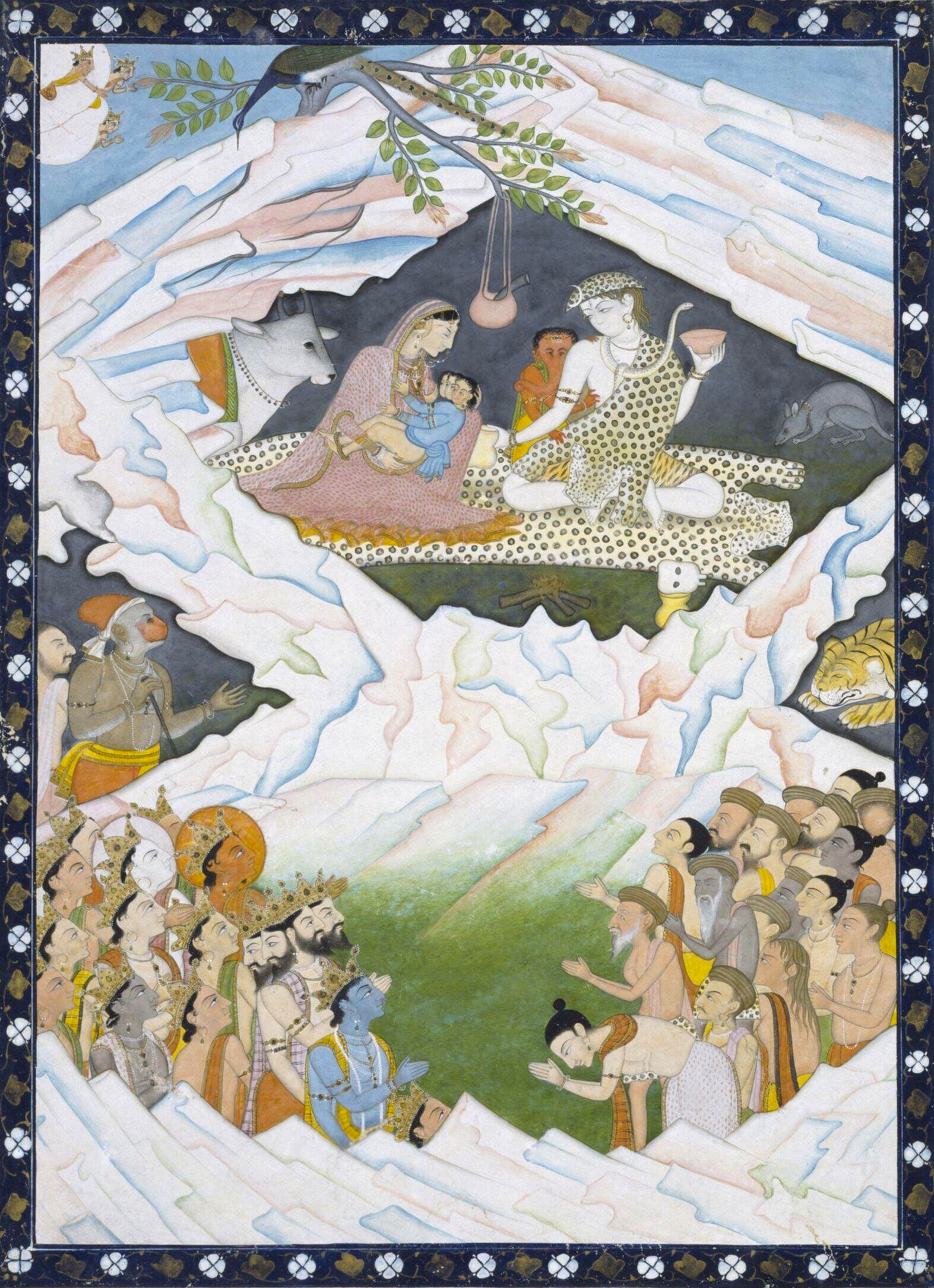
Зображення священної сім'ї на горі Кайлаш: Шива і Парваті, обіймаються з Муруганом (Скандою) і Ганешем

Фуджі (гора), Японія

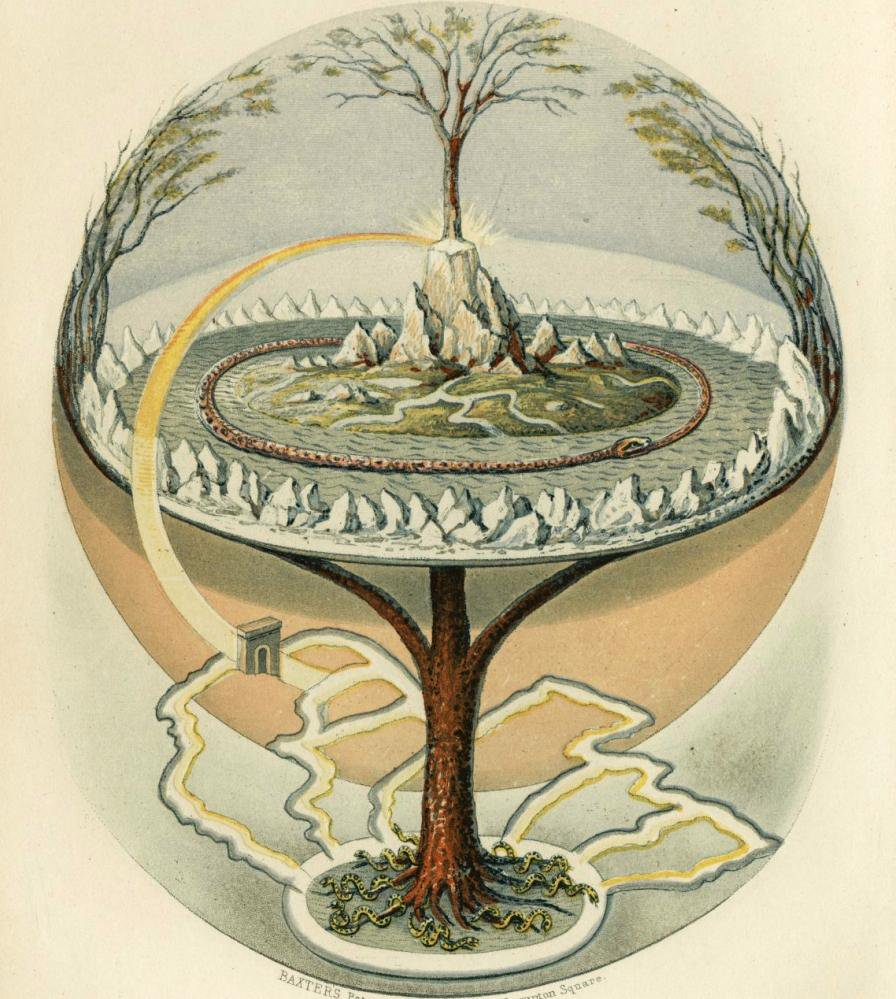
Іггдрасіль

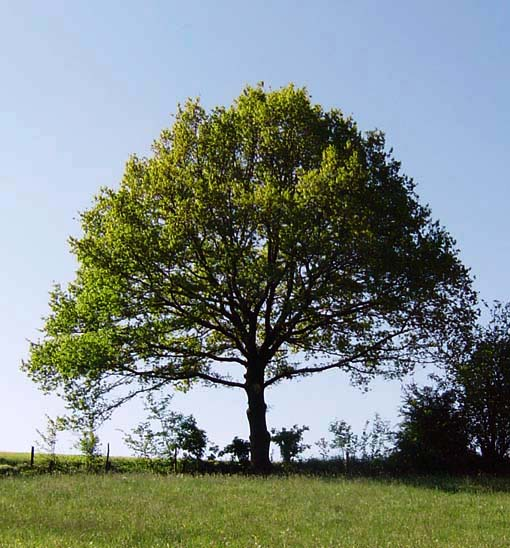
Слов'яни уявляли всесвіт у вигляді велетенського дуба; в його кроні жили боги, на рівні землі — люди, а між корінням містилася країна мертвих

Вісь світу (лат. Axis mundi) — в міфології і релігії вісь, котра зв'язує небо і землю. У культурах практично всіх народів Землі існують міфологеми і образи, відповідні релігіознавчому поняттю «осі світу». Це може бути стовп (лат. universalis columna), сходи, гора, дерево, ліана і ін.
Образ осі світу різниться у різних народів залежно від світогляду, властивого конкретній культурі. Одне з найчастіших уявлень про вісь світу — це священна гора, міфічна чи реальна, яка вважається найвищою точкою Землі і є центром світу. Іноді також вважається, що на цій горі відбулося творіння світу. Відомими прикладами гори, як осі світу, є Олімп в Греції, "Меру в Індії, Хараберецаїті в Ірані, міфічна "Гора Країн"в Месопотамії, Герізим у Палестині, яка згодом була названа «Пупом Землі». Саме тому що Священна Гора це Axis mundi, що зв'язує Землю і Небо; вона стосується Неба і позначає найвищу точку Світу. З цього випливає, що прилегла до гори територія, складова «нашого світу», розцінюється як місцевість, розташована найближче до неба.
Axis mundi часто фігурує у вигляді світового дерева, що з'єднує підземний світ, світ людей і світ богів. Класичним прикладом світового дерева є Іггдрасіль зі скандинавської міфології. Це ясен, що тримає небосхил. Під ним щодня збирається рада богів. Три кореня Іггдрасіля йдуть у три світи: у світ людей (Мідгард), світ велетнів — Йотунів (Йотунгейм), і світ мертвих  (Ніфльгейм). Біля підніжжя дерева б'ють три джерела (спочатку, мабуть, одне і те ж): джерело долі, джерело мудрості і джерело всіх земних річок.
Небесна, або космічна, колона також може вважатися віссю світу. Цей міфологічний сюжет можна знайти у делаварів і в дохристиянській румунській міфології. Часто Чумацький Шлях представляється як космічна колона, що підтримує небеса і зв'язує їх з землею.
Серед інших образів Axis mundi можна відзначити міста, особливо столиці, палаци і храми (зикурат), ліани, що звисають з неба, священні сходи (наприклад, семиступінчасті сходи, описані Орігеном).
Жоден з образів осі світу не є статичним. Все це місця активного переходу, динамічного союзу, де істоти різної природи (боги і люди) зустрічаються або навіть стають один одним. Таким чином, вісь світу являє собою єдність протилежностей. Оскільки Axis mundi служить перетином різних рівнів світу, вона шанується більше за інші священні місця.
Часто вважається, що через вісь світу можна «зв'язатися» з вищою істотою за допомогою екстатичних технік (шаманізм).
У багатьох культурах можна помітити прагнення копіювати вісь світу в різних формах. Наприклад, хрест, який представляє аналог Axis mundi в християнстві, постійно відтворюється у формі прикрас, орнаментів, планів архітектурних споруд і т. ін. У цьому помітне прагнення ототожнити всесвіт як єдине ціле з «повнотою», характерною для священного місця.
Деякі дослідники вважають, що образ осі світу зберігається і в секуляризованому суспільстві. Так, на їхню думку, Вашингтонський монумент у США або Ейфелева вежа є осями світу, що є демонстрацією не зв'язків між міфологічними світами, а простої влади. Однак перенесення ідеї Axis mundi в контекст світського суспільства є спірним.